# Trident Cars
Trident war ein britischer Automobilhersteller, der von 1967 bis 1977 in kleiner Serie unterschiedlich motorisierter Sportwagen auf den Markt brachte. Das Projekt war ursprünglich von TVR konzipiert worden, erreichte dort wegen wirtschaftlicher Schwierigkeiten aber keine Serienreife.

## Unternehmensgeschichte

### Wurzeln bei TVR
Trident Cars hat seinen Ursprung in einem gescheiterten Projekt des Sportwagenherstellers TVR.
TVR machte in den frühen 1960er-Jahren eine Reihe von Insolvenzen und Übernahmen durch. Das 1959 gegründete Unternehmen Layton Sports Cars, das 1961 in TVR Cars umfirmierte, war Ende 1962 zahlungsunfähig und wurde aufgelöst. An seine Stelle trat die neu gegründete Grantura Engineering Ltd., die in den gleichen Werksanlagen in Blackpool die Produktion des TVR Grantura fortsetzte. Ende 1965 war auch Grantura Engineering zahlungsunfähig. Außer dem TVR Grantura hatten die Unternehmen auch den Griffith 200 (später: 400) im Programm, der bei unveränderter Karosserie statt mit britischem Vierzylindermotor mit einem Achtzylinder-V-Motor von Ford USA ausgestattet war. Er war in erster Linie für den nordamerikanischen Markt bestimmt.

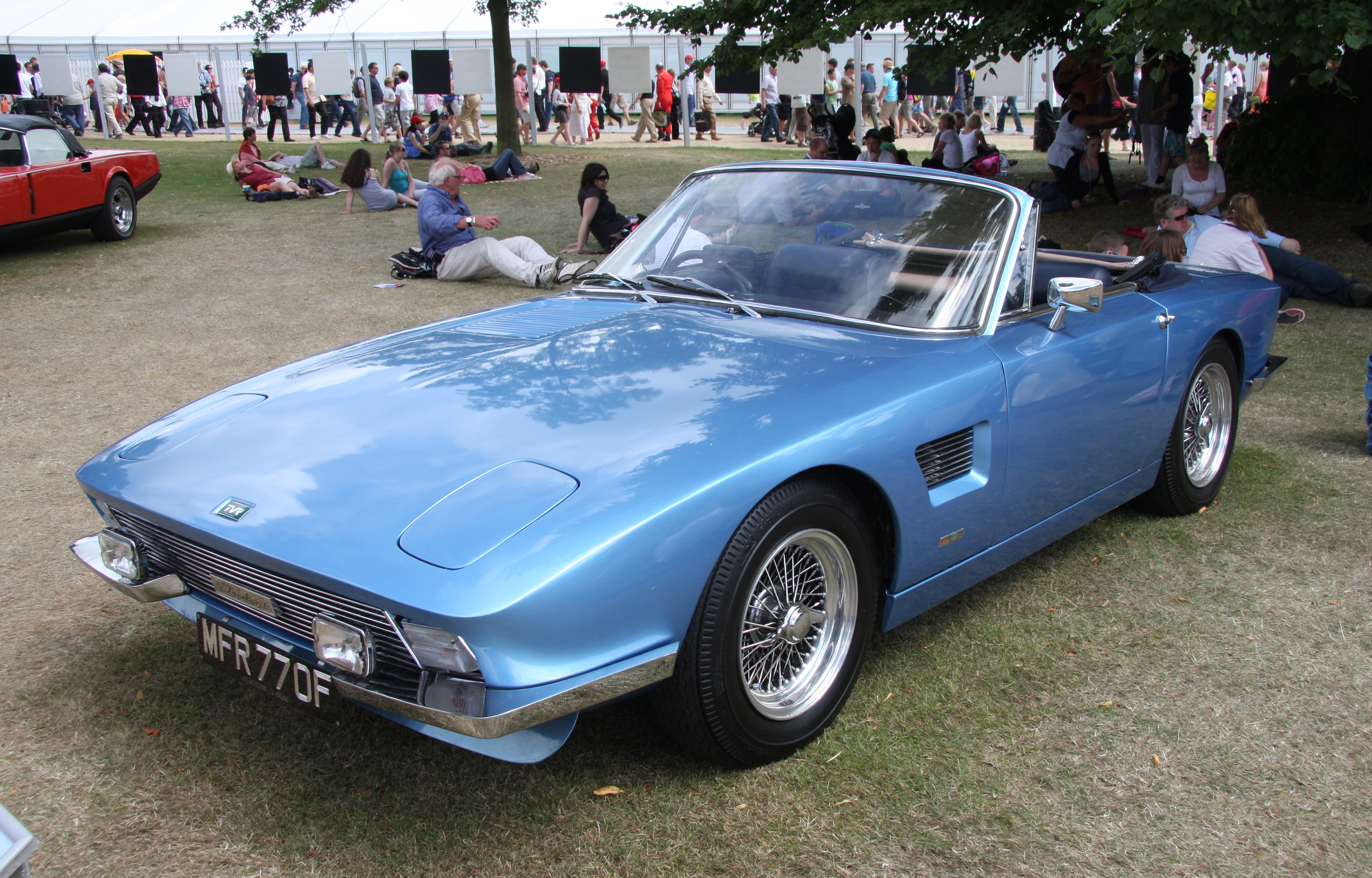
Prototyp Trident Roadster

1962 beauftragte Brian Hopton, einer der Eigentümer von TVR Cars, den britischen Designer Trevor Fiore mit dem Entwurf einer neuen Karosserie für den Griffith 200. Er hatte vorher vergeblich versucht, Frank Costin als Konstrukteur zu gewinnen. Fiore gestaltete ein kompaktes Fließheckcoupé, von dem die italienische Carrozzeria Fissore einen Prototyp mit Aluminiumkarosserie und einem verlängerten TVR-Chassis herstellte. Fissore stellte ihn als Trident auf dem Genfer Autosalon im März 1965 aus. Im Laufe des Jahres baute Fissore noch zwei weitere Prototypen – ein Coupé und ein Cabriolet –, doch nach der Insolvenz von Grantura Cars Ende 1965 wurde das Projekt Trident zunächst nicht weiter verfolgt. Arthur und Martin Lilley, die im November 1965 die Produktionsanlagen in Blackpool übernahmen und in das neu gegründete Unternehmen TVR Engineering einbrachten, gingen zunächst davon aus, dass sie auch das Projekt Trident übernehmen würden. Tatsächlich hatte zuvor bereits der britische TVR-Händler William „Bill“ Last die Rechte an Fiores Entwurf die Formen für die Trident-Karosserie erworben.

### Trident Cars
Bill Last gründete das zunächst in Woodbridge und später in Ipswich ansässige Unternehmen Trident Cars, das 1966 einen vierten Prototyp präsentierte. Trident begann 1967 mit der Serienfertigung des Coupés, wobei er sich stilistisch weitgehend an Trevor Fiores Prototypen orientierte. Im Laufe der Jahre wurden unterschiedliche Sechs- und Achtzylindermotoren britischer und US-amerikanischer Herkunft eingebaut; die jeweiligen Fahrzeuge erhielten unterschiedliche Modellbezeichnungen. 1974 stellte Trident die Produktion vorübergehend ein. 1975 kam es zu einer Restrukturierung des Unternehmens. Der US-amerikanische Investor Ernest Stern übernahm die Anteilsmehrheit. Trident versuchte daraufhin, mit einer überarbeiteten Version des Clipper den nordamerikanischen Markt zu erreichen. Daraus wurde nichts. Nach nur zwei gebauten Autos scheiterte das Unternehmen 1978 endgültig.
Die meisten Quellen gehen davon aus, dass Trident von 1967 bis 1977 insgesamt etwa 130 Fahrzeuge verkaufte, eine Quelle spricht sogar von 225 Fahrzeugen. Der britische Markenclub setzt die Produktionszahl noch niedriger an. Bis 2016 konnte er nur die Fertigung von insgesamt 85 Trident-Coupés belegen.
Im 21. Jahrhundert nutzt das Unternehmen Trident Sports Cars den Markennamen Trident. Es hat keine Beziehung zu dem Sportwagenhersteller der 1960er- und 1970er-Jahre.

## Die einzelnen Modelle

### Clipper (1965–1974)

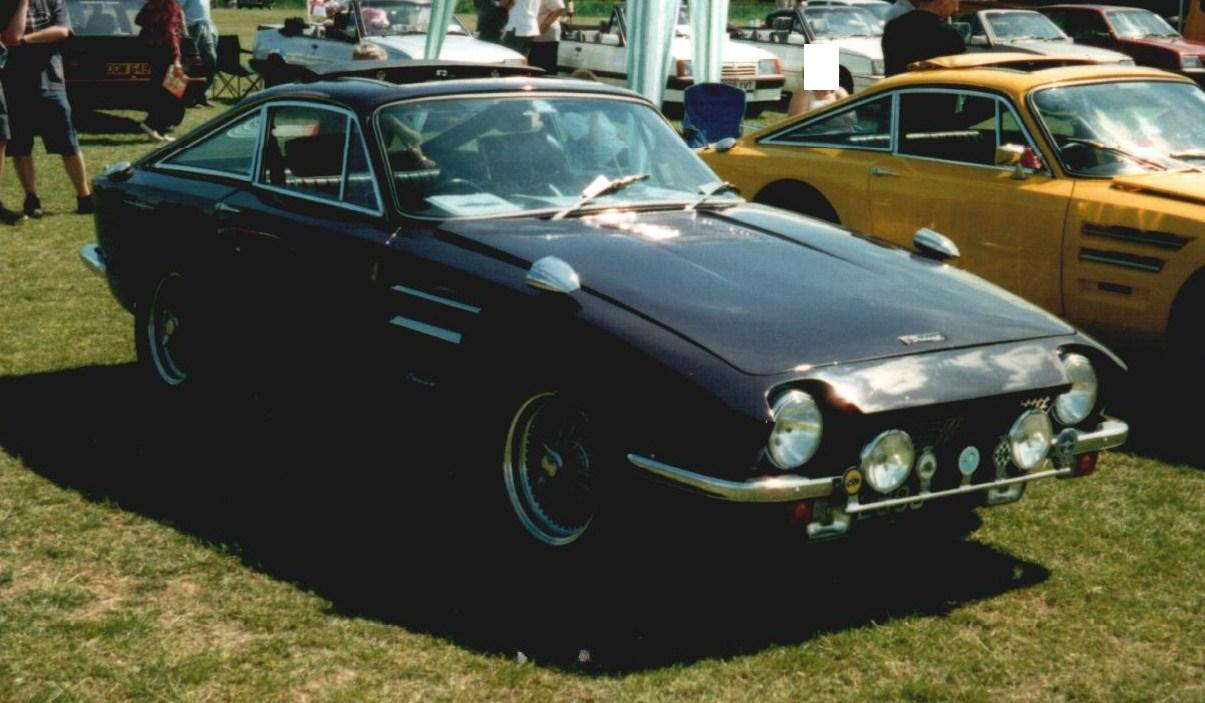
Trident Clipper

Das erste Modell von Trident Cars war das Coupé Clipper. Es basierte auf dem Prototyp TVR Trident von 1965. In technischer Hinsicht löste sich Trident von den TVR-Wurzeln. Statt eines verlängerten Grantura-Fahrgestells wie die Prototypen hatten die Serienmodelle in den ersten Jahren Fahrgestelle des Austin-Healey 3000. Nachdem 1969 deren Produktion eingestellt worden war, griff Trident auf Fahrgestelle des Triumph TR6 zurück, die geringfügig verlängert wurden. Das Fahrverhalten galt insbesondere in Kurven und beim Bremsen als problematisch.

#### Die Ford-Version
Die ersten 30 Clipper wurden mit Achtzylinder-V-Motoren mit 4727 cm³ Hubraum (289 Kubikzoll) von Ford ausgestattet, die 271 bhp (275 PS; 202 kW) leisteten und in ähnlicher Form von 1962 bis 1967 bereits bei den TVR Griffith 200 und 400 eingebaut worden waren. Shelby verwendete sie außerdem im AC Cobra 289. Die 30 Ford-Motoren stammten noch aus einer Bestellung von Grantura Engineering aus der Zeit vor der Insolvenz. Bill Last hatte sie zusammen mit dem Trident-Paket übernommen. Der Verkaufspreis betrug im Debütjahr 1.923 £ vor Steuern. Damit war der Trident 1.000 £ günstiger als der AC Cobra 289. Nachdem dieser Vorrat aufgebraucht war, bezog Trident keine weiteren Motoren von Ford. Einige Veröffentlichungen geben als Grund hierfür „Lieferschwierigkeiten“ bei Ford oder einen Streik an.

#### Die Chrysler-Version
Das Werk bot den Clipper stattdessen ab 1971 stattdessen mit Achtzylindermotoren von Chrysler an. Sie hatten einen Hubraum von 5576 cm³, leisteten nach Werksangaben etwa 300 bhp(304 PS, 224 kW) und waren mit einer Dreigangautomatik von Chrysler gekoppelt. Der Verkaufspreis betrug 1971 vor Steuern 3.398 £. Wie viele Clipper mit Chrysler-Motoren produziert wurden, ist unklar. Eine Quelle geht davon aus, dass nur ein Ausstellungsstück entstand, während eine Serienproduktion nicht zustande kam.

#### Produktion
Die Angaben zu den Produktionszahlen des Clipper schwanken in der Literatur zwischen 35 und 39 Fahrzeugen insgesamt; der britische Markenclub hingegen geht nur von 30 Fahrzeugen aus. Das würde mit der Vermutung übereinstimmen, dass der Clipper mit Chrysler-Motor nicht in Serie gefertigt wurde.

### Venturer (1969–1974)

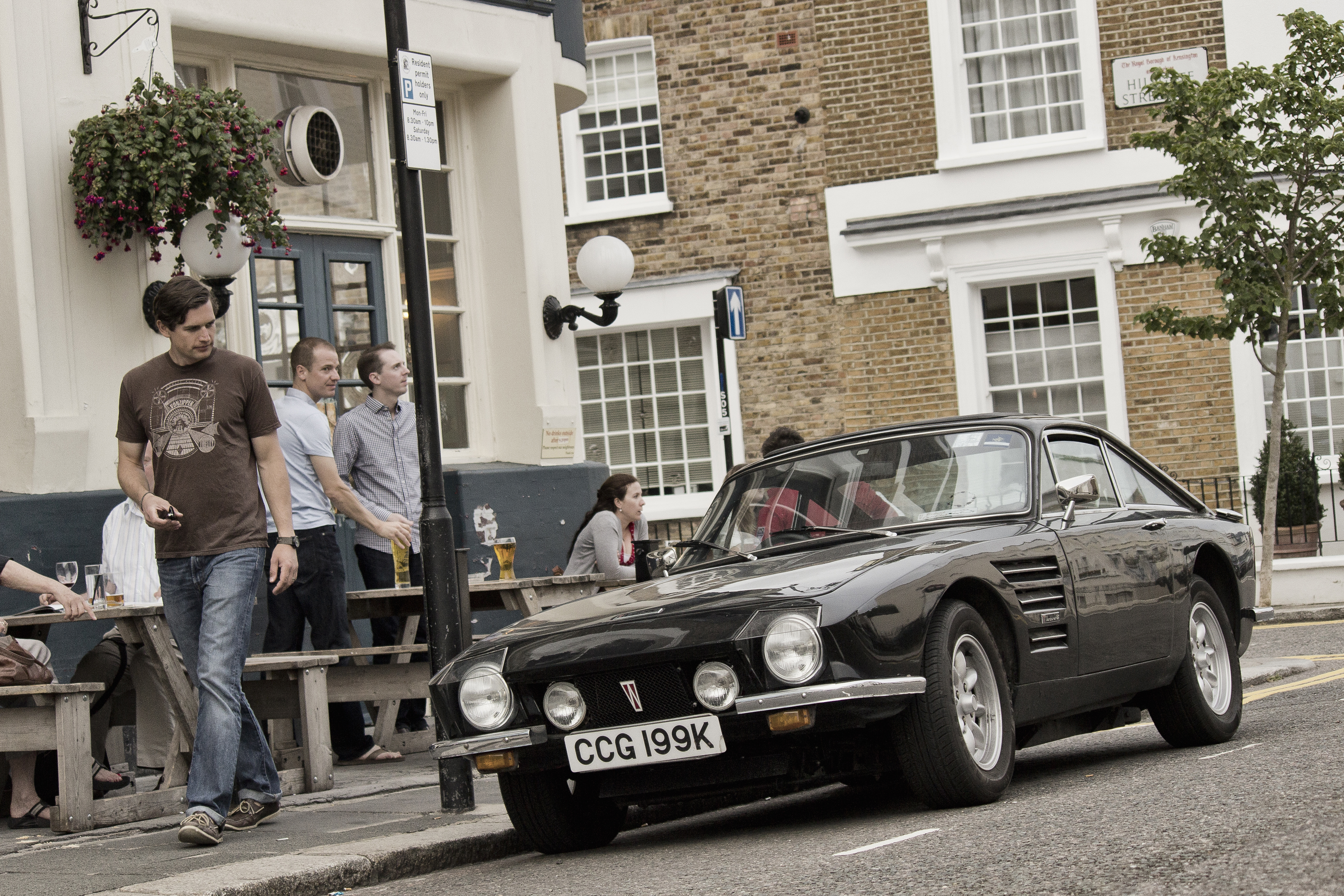
Trident Venturer

Der Venturer war die zweite und zugleich mit Abstand erfolgreichste Variante des Trident Coupés. Er erschien 1969. Alle Exemplare basierten auf dem verlängerten Chassis des Triumph TR6. Der Venturer war mit einer 3,0 Liter (2.996 cm³) großen Version des britischen Ford-Essex-Sechszylinders ausgestattet. Die Kraft übertrug ein handgeschaltetes Vierganggetriebe. Das Auto kostete 1971 ab Werk 2.298 £ vor Steuern. Die meisten Quellen gehen davon aus, dass bis 1974 insgesamt 84 Exemplare des Venturer produziert wurden; der britische Markenclub geht hingegen nur von 49 Fahrzeugen aus.

### Tycoon (1971–1974)
Dieses Coupé erschien 1971. Anstelle des Achtzylindermotors von Ford hatte er einen 2498 cm³ großen Reihensechszylindermotor von Triumph mit Benzineinspritzung. Er leistete 150 bhp und war mit einem Automatikgetriebe verbunden. Von dieser Version entstanden sechs oder sieben Exemplare.

### Clipper (1976–1978)
Nach der Restrukturierung des Unternehmens stellte Trident auf der London Motor Show 1976 eine überarbeitete Version des Clipper vor. Sie unterschied sich von den früheren Modellen durch eine anders gestaltete Frontpartie und Sicherheitsstoßstangen nach US-amerikanischen Vorgaben. Das Ausstellungsstück war mit einem 223 PS starken Achtzylindermotor von Chrysler mit 5898 cm³ Hubraum ausgestattet. Einer Quelle zufolge war alternativ auch ein V8-Motor von Ford erhältlich. Trident wollte mit dieser Version den US-amerikanischen Markt erschließen. Dazu kam es nicht. Wegen anhaltender wirtschaftlicher Schwierigkeiten entstanden insgesamt nur zwei Exemplare des neuen Clipper. Ein Auto hatte Rechts-, das zweite Linkslenkung.

### Venturer (1977–1978)
Zusammen mit der Neuauflage des Clipper 1977 kündigte Trident auch eine neue Sechszylinderversion an. Wie beim bisherigen Venturer, sollte hier der Ford-Essex-Motor mit 3,0 Litern Hubraum und 138 PS verwendet werden. Eine Produktion dieses neuen Venturer ist nicht belegt.